# Еремеев, Алексей Семёнович
Алексе́й Семёнович Ереме́ев (25 августа 1923, Козьмодемьянск, Марийская автономная область, СССР ― 19 февраля 2003, Подольск, Московская область, Россия) ― советский военный деятель и деятель оборонной промышленности. В годы Великой Отечественной войны ― командир батареи 1688 артиллерийского полка 85 гвардейской стрелковой дивизии, начальник штаба 933 артиллерийского полка 377 стрелковой дивизии. Директор, генеральный директор Подольского электромеханического завода Московской области (1966―1999), генерал-майор-инженер (1973). Лауреат Государственной премии СССР (1978). Почётный гражданин города Ядрина Республики Чувашия (1996) и города Подольска Московской области (2001). Член ВКП(б) с 1943 года.

## Биография
Родился 25 августа 1923 года в городе Козьмодемьянске Марийской автономной области. После окончания школы поступил в Казанский финансово-экономический институт, но прервал учёбу из-за войны.
В ноябре 1941 года призван в РККА. Участник Великой Отечественной войны: в 1942 году окончил Пензенское артиллерийское училище, командир батареи 1688 артиллерийского полка 85 гвардейской стрелковой дивизии, начальника штаба 933 артиллерийского полка 377 стрелковой дивизии, капитан. В 1943 году принят в ВКП(б). За мужество и героизм на фронтах Великой Отечественной войны награждён орденами Красного Знамени (1944), Красной Звезды (1944, трижды), многими боевыми медалями. В 1985 году ему был вручён орден Отечественной войны I степени.
По окончании войны продолжил военную службу, 20 октября 1947 года демобилизовался из рядов армии. В 1952 году окончил Харьковскую артиллерийскую радиотехническую академию. С 1952 года на Подольском электромеханическом заводе: представитель Минобороны, с 1966 года ― директор, в 1994―1999 годах ― генеральный директор. Завод производил технику для всех родов войск, а с 1972 года – продукцию гражданского назначения; осуществил монтаж систем «Орбита» для прямых трансляций по стране. Сыграл активную роль в организации филиала завода в городе Ядрине Чувашской АССР, за что в 1996 году стал почётным гражданином этого города. В 1973 году ему присвоено звание генерал-майора-инженера, а в 1978 году он стал лауреатом Государственной премии СССР. В 1976 году награждён орденом Октябрьской Революции. Почётный гражданин города Подольска Московской области (2001).
Неоднократно избирался депутатом Подольского городского Совета.
В 2008 году стал автором книги воспоминаний «Подольский электромеханический. Взгляд сквозь годы».
Скончался после тяжёлой непродолжительной болезни 19 февраля 2002 года в г. Подольске Московской области, похоронен на местном городском кладбище.

## Память
- В 2011 году его именем названа площадь в подмосковном Подольске[2][5].
- Также Подольскому электромеханическому заводу было предложено изготовить и установить на площади генерала Еремеева памятную стелу[5].
- В память о генерале А. С. Еремееве, почётном гражданине города Подольска, на доме № 42 по Большой Серпуховской улице установлена мемориальная доска[5].

## Награды и звания
- Орден Красного Знамени (1944)
- Орден Отечественной войны I степени (1985)
- Орден Красной Звезды (23.01.1944, 1944, 1944)[7][8]
- Орден Октябрьской Революции (1976)
- Государственная премия СССР (1978)[1][5]
- Почётный гражданин города Ядрина Республики Чувашия (1996)[1][5]
- Почётный гражданин города Подольска Московской области (2001)[5]